# St. Bartholomäus (Heitersheim)

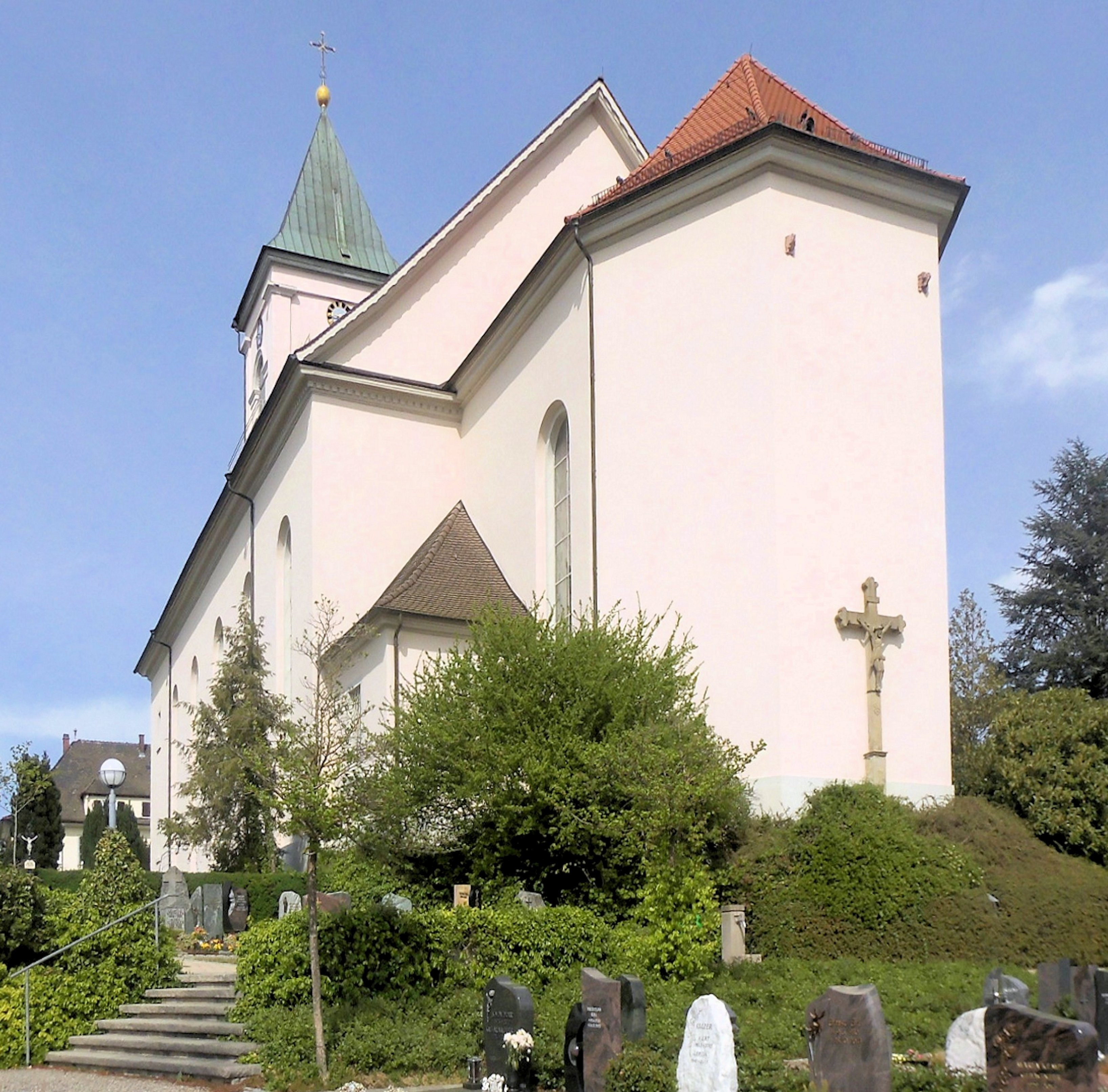
St. Bartholomäus in Heitersheim

St. Bartholomäus ist die römisch-katholische Pfarrkirche von Heitersheim, einer Stadt im Landkreis Breisgau-Hochschwarzwald in Baden-Württemberg. Die Kirchengemeinde gehört zum Dekanat Breisach-Neuenburg im Erzbistum Freiburg. Das Bauwerk ist beim Landesamt für Denkmalpflege Baden-Württemberg als Baudenkmal eingetragen.

## Geschichte
Ab Mitte des 12. Jahrhunderts wird mehrfach eine Kirche in Heitersheim erwähnt. 1525/26 wurde die bestehende Kirche abgebrochen und eine neue Kirche im spätgotischen Stil errichtet. Diese Kirche wurde 1825 abgetragen zugunsten eines neuen Kirchengebäudes nach Plänen von Christoph Arnold, einem Schüler Friedrich Weinbrenners, das 1826 geweiht wird. Altäre, Kanzel und Taufstein, Werke von Jodok Friedrich Wilhelm, folgen 1827, ebenso Gemälde von Wendelin Moosbrugger. 1884 bis 1886 wurde eine größere Renovierung und Umgestaltung durchgeführt, unter anderem wurde ein neuer Hochaltar von Franz Joseph Simmler aufgestellt. 
1958 bis 1960 folgte eine erneute Renovierung, wobei die bisherigen Altäre durch neuzeitliche ersetzt wurden, die mit Kunstwerken aus anderen Kirchen ausgestattet wurden. Eine weitere Kirchenrenovierung 1975/76 veränderte den Kirchenraum nach den Vorgaben des Zweiten Vatikanischen Konzils, wozu auch die Aufstellung eines Zelebrationsaltars gehörte. 2017 wurde die Kirche wieder restauriert und der Innenraum neu gestaltet.

## Beschreibung

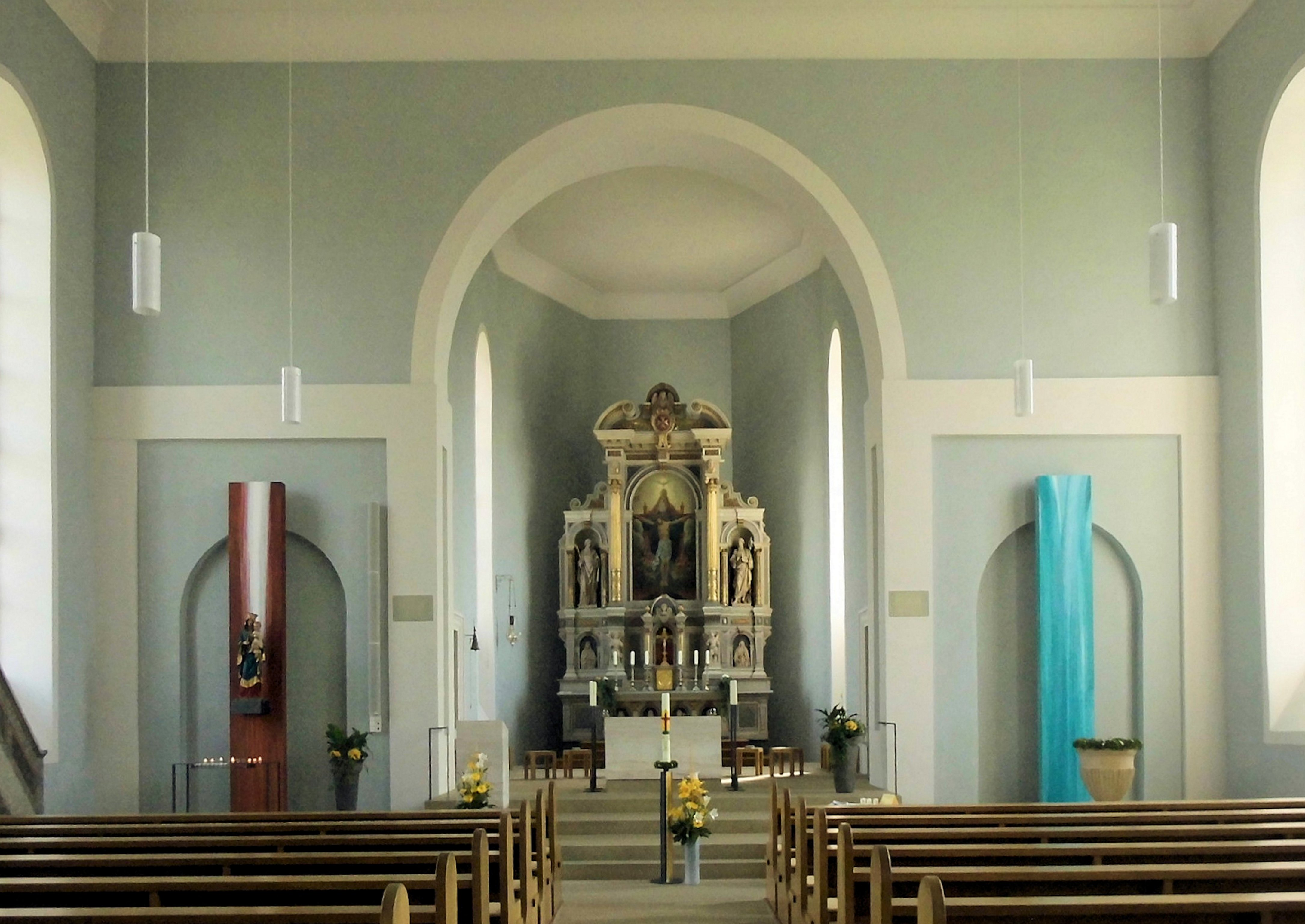
Innenraum

Die Saalkirche  besteht aus einem Langhaus, einem eingezogenen, dreiseitig geschlossenen Chor im Süden und einem Kirchturm im Norden, in dem sich das Portal befindet. Die Wände des Langhauses sind durch Bogenfenster untergliedert. 
Im Glockenstuhl des Kirchturms hängen fünf Kirchenglocken aus Bronze die 1976 von der Heidelberger Glockengießerei gegossen wurden. Sie ersetzen ein Geläut aus Gussstahl, das 1949 als Ersatz für im Zweiten Weltkrieg zu Rüstungszwecken eingezogenen Glocken beschafft wurde.
| Glocke | Name             | Durchmesser | Gewicht | Schlagton |
| ------ | ---------------- | ----------- | ------- | --------- |
| 1      | Hl. Bartholomäus | 1320 mm     | 1432 kg | d′±0      |
| 2      | Hl. Josef        | 1120 mm     | 906 kg  | f′+1      |
| 3      | Hl. Maria        | 920 mm      | 562 kg  | a′±0      |
| 4      | Hl. Aloisius     | 672 mm      | 317 kg  | c″+2      |
| 5      | Hl. Edmund       | 570 mm      | 208 kg  | d″+1      |

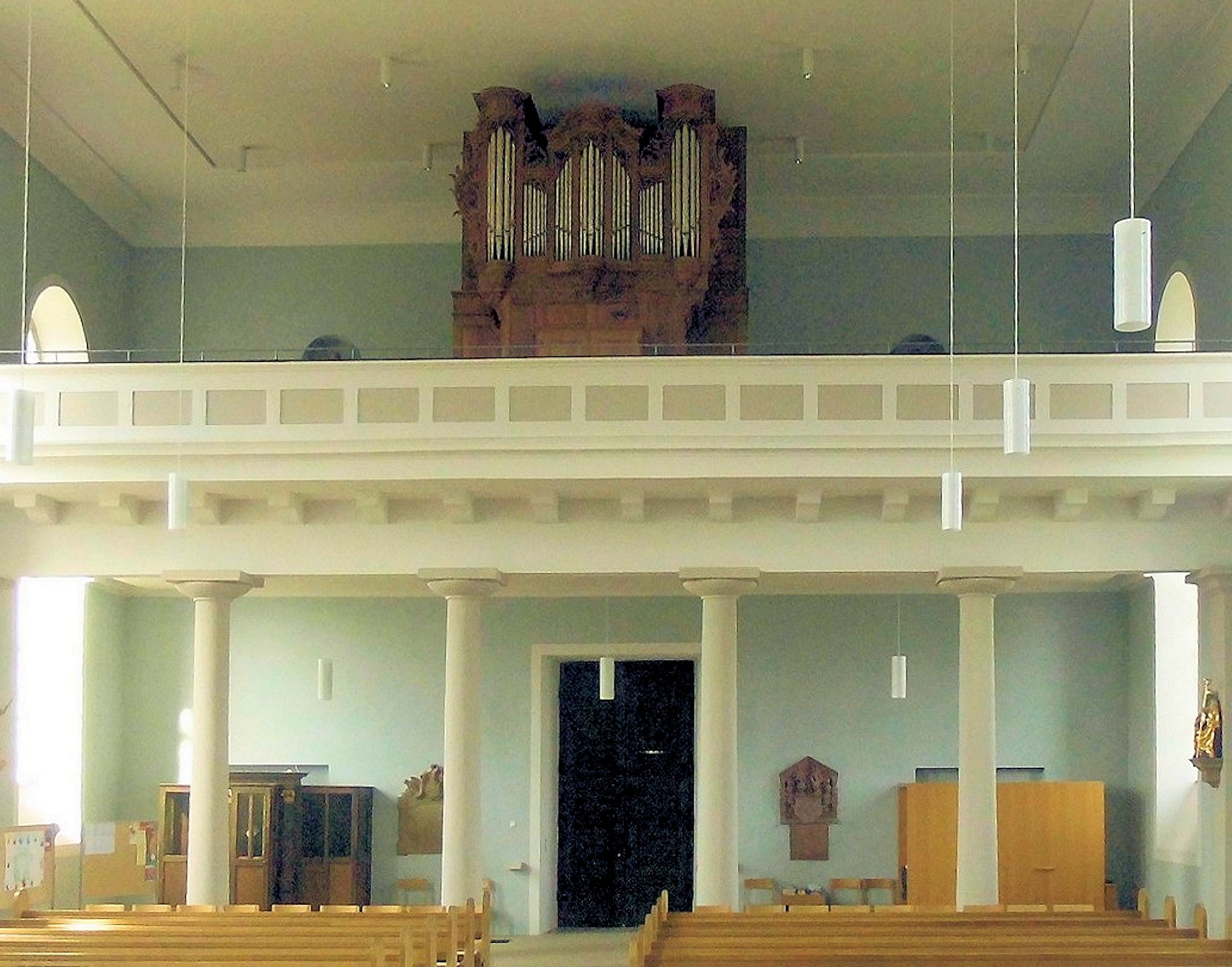
Orgel auf der Empore

Der Innenraum des Langhauses, in dem sich Epitaphien befinden, ist mit einer Flachdecke überspannt. An der Portalseite wurde eine Empore eingebaut. Zur Kirchenausstattung gehört ein Hochaltar, den 1883/84 Franz Joseph Simmler gebaut hat. Die Kanzel wurde von Jodok Friedrich Wilhelm gestaltet. 
Die heutige Orgel wurde 1981 von Georges Heintz als Opus 53 in den historischen Prospekt eingebaut. Sie verfügt über 31 Register auf zwei Manualen und Pedal. Dieses Instrument wurde 2018 restauriert und neu intoniert durch Orgelbauer Karl Göckel. Das historische Orgelgehäuse stammt von der einmanualigen Orgel mit 13 Registern, die der Silbermannschüler Conrad Sauer 1787 in der vorigen Kirche aufgestellt hatte. Von Orgelbauer Xaver Bernauer wurde dieses Instrument 1827 in der neuen Kirche aufgebaut. 1901 erfolgte ein Neubau mit 15 Registern auf zwei Manualen und Pedal im alten Gehäuse durch Anton Kiene aus Waldkirch. Diese Orgel wurde 1953 von Willy Dold noch einmal umgebaut und erweitert.